# Київкінофільм
Київкінофільм або Комунальні кінотеатри Києва — об'єднання кінотеатрів, що належать місту Києву та є комунальними підприємствами. Об'єднання охоплює 10 наявних кінотеатрів, разом в яких розміщено понад 25 екранів.

## Історія створення
Планувалося, що починаючи з 2007 року всі комунальні кінотеатри Києва буде об'єднано у Комунальне Підприємство «Київкінофільм», але через страйк «дорослих» комунальних кінотеатрів Києва, у 2008 році офіційно в «Київкінофільм» входили лише 7 дитячих спеціалізованих кінотеатрів: Єреван, Алмаз, Старт, Факел, Пролісок, Промінь та Салют. Державні комунальні кінотеатри Братислава, Лейпциг, Дніпро, Молодіжний, Кіото, ім. Шевченка, ім. Гагаріна, Жовтень, Екран, Київська Русь та Флоренція, відмовлялися офіційно увійти до об'єднання комунальних кінотеатрів і станом на 2008 рік залишалися окремими, позамережними, кінотеатрами.
Все ж, попри страйк окремих кінотеатрів, станом на 2018 рік, міськрада Києва змогла об'єднати загалом 10 чинних кінотеатрів (як дорослих, так і дитячих) у мережу «Київкінофільм», хоча у своєму фінансовому звіті за 2015 рік КМДА повідомляли що до мережі «Київкінофільм» всього входить 15 кінотеатрів.
Під час російського вторгнення в Україну мережа кінотеатрів «Київкінофільм» долучилася до Національного туру «Кіно заради Перемоги!». З 22 вересня 2022 року по 28 вересня 2022 року у сімох столичних кінотеатрах (кінотеатр Старт, кінотеатр Флоренція, кінотеатр Ліра, кінотеатр Промінь, кінотеатр Факел, кінотеатр «Лейпциг», кінотеатр ім. Тараса Шевченка) можна було подивитися безплатно фільми українських режисерів різних років.

## Список кінотеатрів мережі
Станом на 2021 рік, до кіномережі Київкінофільм входили десять чинних кінотеатрів
1. Кінотеатр Флоренція (? екранів)
2. Кінотеатр Київська Русь (? екрани)
3. Кінотеатр «Лейпциг» (3 екрани)
4. Кінотеатр Дніпро (? екранів)
5. Кінотеатр Старт (2 екрани)[8]
6. Кінотеатр Ліра (1 екран)
7. Кінотеатр Факел (2 екрани)
8. Кінотеатр Кіото (? екранів)

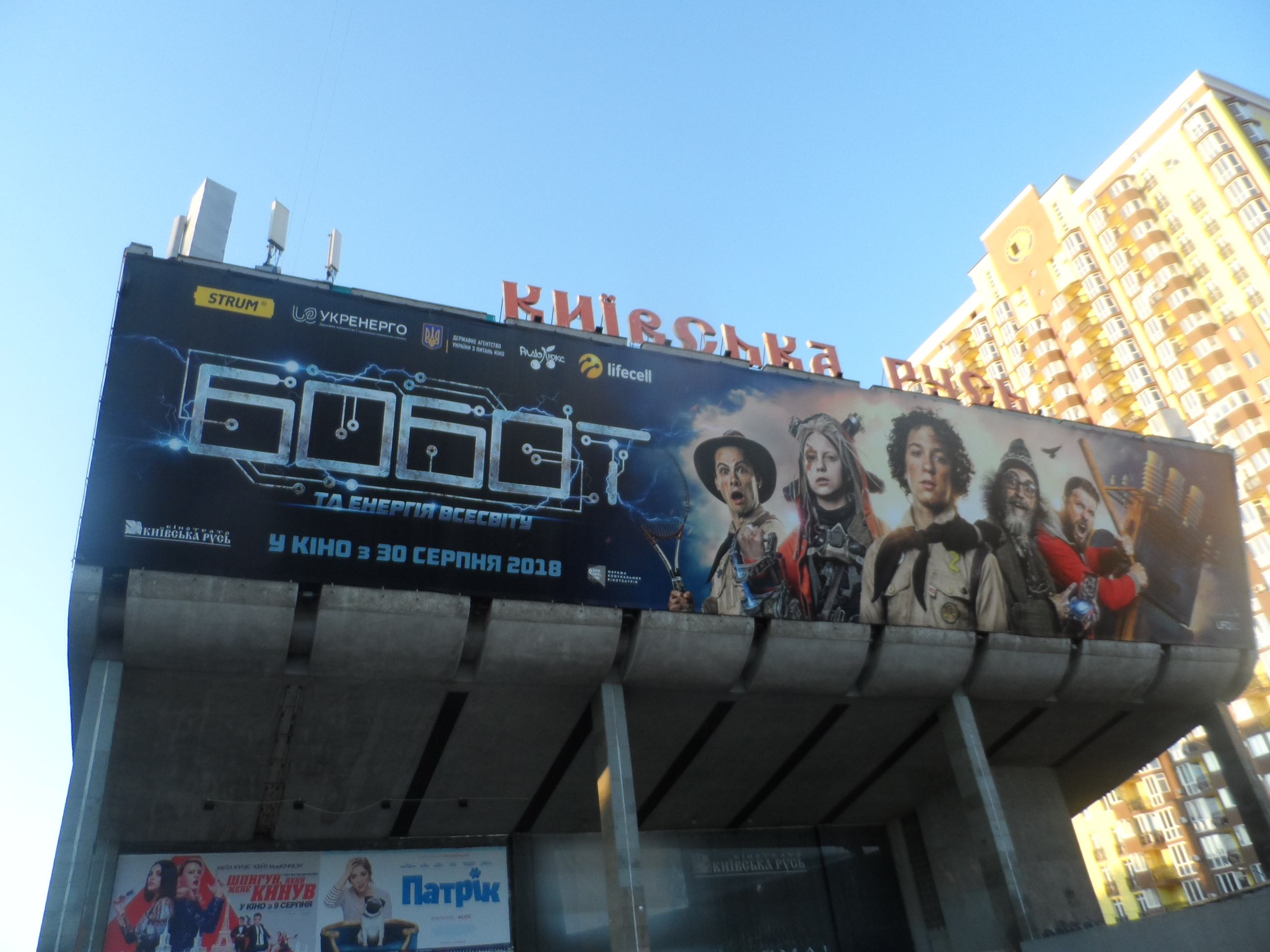

9. Кінотеатр ім. Тараса Шевченка (? екранів)
10. Кінотеатр Промінь (2 екрани)[9]
11. Київський культурний кластер «Краків» (1 екран)

Комунальні кінотеатри Києва що входять до «Київкінофільм» але які тимчасово не діють й інформація про розклади фільмів для яких відсутня на офіційному сайті «Київкінофільм»:
1. Кінотеатр Братислава (? екранів)
2. Кінотеатр Загреб (? екранів)
3. Кінотеатр Алмаз (? екранів)
4. Кінотеатр Пролісок (? екранів)
5. Кінотеатр Молодіжний (? екранів)
6. Кінотеатр ім. Гагаріна (? екранів)
7. Кінотеатр Екран (? екранів)[10][11]

## Інше
Решта комунальних кінотеатрів Києва, які ще не увійшли у мережу «Київкінофільм»
1. Кінотеатр Кадр

У минулому комунальні кінотеатри Києва, які було приватизовано/передано в довгострокову оренду
1. Кінотеатр Київ — закритий
2. Кінотеатр Кінопанорама — закритий
3. Кінотеатр Україна — закритий
4. Кінотеатр Жовтень
5. Кінотеатр Супутник